# Christian Nerlinger
Christian Nerlinger (* 21. März 1973 in Dortmund) ist ein ehemaliger deutscher Fußballspieler. Heute ist er mit seinem Unternehmen CN Sports als Spielervermittler tätig.

## Karriere als Spieler
Nerlinger spielte von 1981 bis 1985 beim Münchner Verein TSV Forstenried, bevor er in die Nachwuchsabteilung des FC Bayern München wechselte.

### Bayern München
Nachdem er gut fünf Jahre lang in der Jugend des FC Bayern München gespielt hatte, rückte Nerlinger Anfang der 1990er-Jahre in den Männerbereich auf, bestritt jedoch zuerst nur Spiele für die Amateurmannschaft. Mit Akteuren wie Jorginho, Lothar Matthäus, Mehmet Scholl, Markus Schupp, Jan Wouters und Christian Ziege war der FCB in dieser Zeit sehr gut besetzt, aber in der Spielzeit 1993/94 schaffte der Mittelfeldspieler den Durchbruch beim Rekordmeister. Sein Debüt in der Bundesliga gab Nerlinger am 7. August 1993 (1. Spieltag) beim 3:1-Heimsieg über den SC Freiburg. Am 3. Spieltag erzielte Nerlinger seinen ersten Treffer in einem Pflichtspiel der Profis. Beim 5:0 gegen Dynamo Dresden erzielte er das 2:0. Mit 32 Spielen war er in dieser Saison unter den Trainern Erich Ribbeck und Franz Beckenbauer hinter Matthäus der Spieler mit den meisten Einsätzen für die Münchner. In seiner Premierensaison gewann Nerlinger mit der deutschen Meisterschaft seinen ersten nationalen Titel im Profibereich. 1997 wiederholte er diesen Erfolg. Bereits 1996 gewann er mit den Münchnern den UEFA-Pokal. Allerdings kam er in keinem der beiden Finalspiele gegen Girondins Bordeaux zum Einsatz. 1998 gewann Nerlinger mit den Bayern den DFB-Pokal. Im Endspiel gegen den MSV Duisburg spielte er 90 Minuten.

### Borussia Dortmund, Glasgow Rangers und 1. FC Kaiserslautern
Obwohl er unter einigen Trainern als Stammspieler bei den Bayern aktiv war, wechselte Nerlinger im Sommer 1998 zum Ligakonkurrenten Borussia Dortmund. Beim BVB bildete er in der Saison 1998/99 zusammen mit Dedê, Andreas Möller, Stefan Reuter und Lars Ricken die Mittelfeldformation. In den beiden Folgejahren kam er nur noch unregelmäßig zum Einsatz.
Schließlich zog es ihn 2001 nach Schottland zu den Glasgow Rangers, mit denen er 2003 schottischer Meister und Pokalsieger wurde.
Zur Spielzeit 2004/05 kehrte Nerlinger wieder nach Deutschland zurück, zum 1. FC Kaiserslautern. Im Dezember 2005 beendete er nach neun Ligaspielen seine aktive Laufbahn aufgrund anhaltender gesundheitlicher Probleme. Sein letztes Bundesligaspiel bestritt er am 5. November 2005 gegen Hertha BSC.

### Nationalmannschaft
Am 21. April 1992 debütierte Nerlinger in der U-21-Nationalmannschaft, als in Pilsen ein 1:1 gegen die tschechische Auswahl erzielt wurde. Sein letztes Spiel (von 22, in denen er insgesamt 10 Tore erzielte) absolvierte er am 26. März 1996 in Metz, das gegen Frankreich mit 1:4 verloren wurde – das einzige Tor erzielte er.
Für die A-Nationalmannschaft absolvierte er sechs Spiele, wobei er sein einziges Tor gleich bei seinem Debüt am 5. September 1998 auf Malta beim 1:1 gegen Rumänien zum Ausgleich in der 85. Minute erzielte. Am 9. Oktober 1999 kam er in München letztmals – zur zweiten Halbzeit für Dietmar Hamann eingewechselt – beim 0:0-Unentschieden im Spiel gegen die Türkei zum Einsatz. Drei seiner sechs Partien fanden im Rahmen der EM-Qualifikation für das Turnier in Belgien und den Niederlanden statt.

## Karriere als Sportdirektor
Nach Ende seiner Profikarriere begann Nerlinger ein Studium der internationalen BWL an der Munich Business School und absolvierte auch ein Auslandssemester an der Freien Universität Bozen, um Italienisch zu lernen. Am 1. Juli 2008 übernahm er den neu geschaffenen Posten des Teammanagers beim FC Bayern München. Dort sollte er zwischen Trainerteam und Vorstand eine vermittelnde Funktion einnehmen.
Ab dem 1. Juli 2009 fungierte er als Sportdirektor und folgte damit dem langjährigen Bayern-Manager Uli Hoeneß nach. Nerlinger übernahm hierbei jedoch nur einen Teil der Aufgaben, die Hoeneß als Manager innehatte. Für diesen Karriereschritt gab er sein Studium auf, um sich vollständig dem FCB zu widmen. Nach mehreren verpassten Titelgewinnen in der Saison 2011/12 trennte sich der FC Bayern München am 2. Juli 2012 von Nerlinger; Nachfolger wurde Matthias Sammer als Sportvorstand.
Von 2014 bis 2017 war Nerlinger Geschäftsführer von SAM Sports, der Sport-Management-Agentur von ProSiebenSat.1. Mit CN Sports gründete Nerlinger schließlich seine eigene Spielervermittler-Agentur, welche Spieler wie Jérôme Boateng, Jonathan Tah, Sebastian Rudy und Benjamin Henrichs betreut.

## Erfolge

### Erfolge als Spieler
- UEFA-Pokal-Sieger 1996
- Deutscher Meister 1994, 1997
- DFB-Pokal-Sieger 1998
- DFB-Ligapokalsieger 1997
- Schottischer Meister 2003
- Schottischer Pokalsieger 2002, 2003
- Schottischer Ligapokal-Sieger 2002, 2003
- Deutscher B-Juniorenmeister 1989

### Erfolge als Sportdirektor
- Champions-League-Finalist 2010, 2012
- Deutscher Meister 2010
- DFB-Pokal-Sieger 2010
- DFL-Supercup-Sieger 2010

## Sonstiges
Christian Nerlinger ist der Sohn des ehemaligen Bundesligaprofis Helmut Nerlinger (57 Spiele, 4 Tore).